# Willy Heide

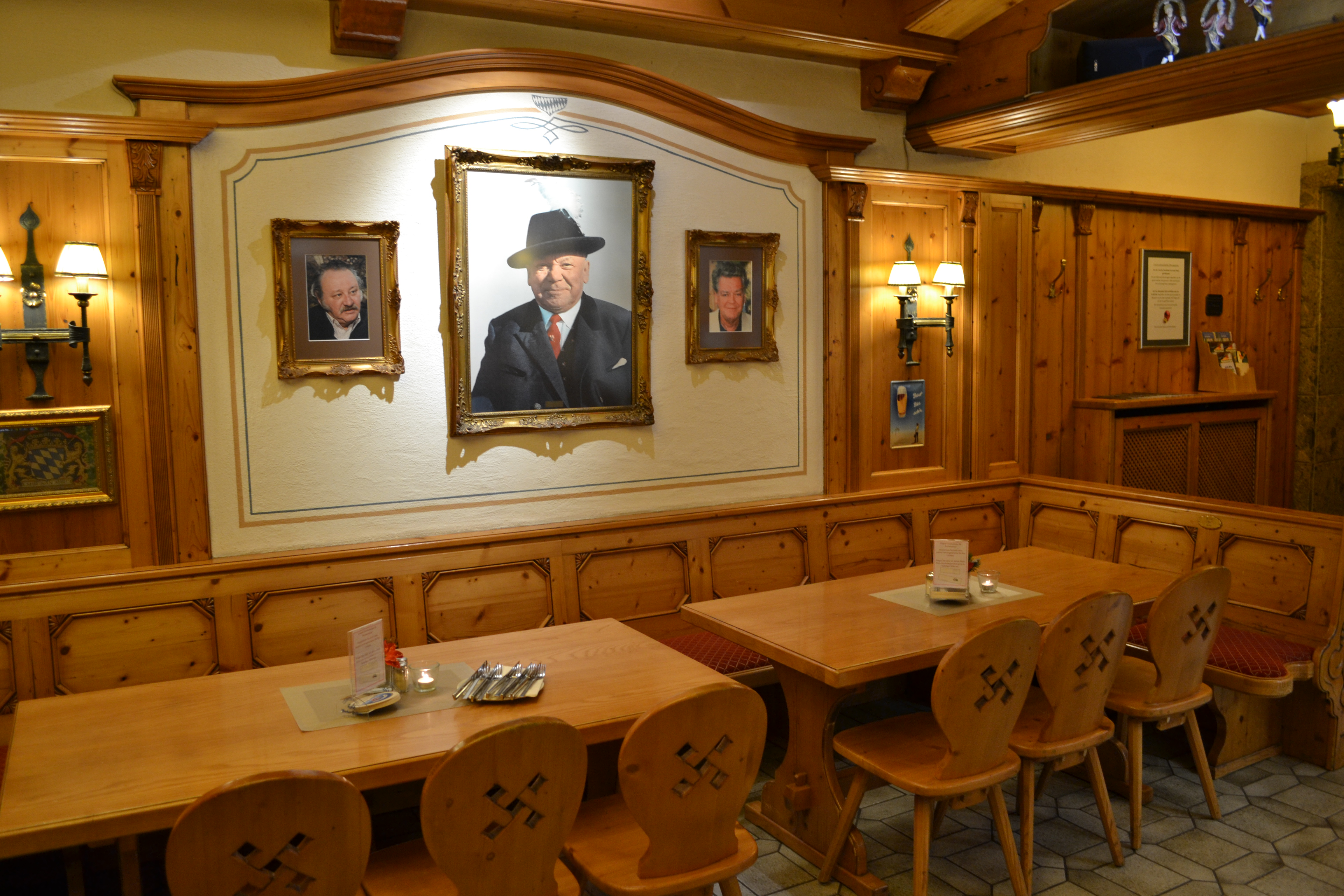
Heide Volm

Willy Heide (* 30. Oktober 1919 in München; † 13. August 2011 ebenda) war ein deutscher Gastronom.

## Werdegang
Heide kam im Münchner Stadtteil Westend als Sohn eines Wirtes zur Welt. Bei seinem Vater erhielt er eine Ausbildung zum Gastwirt. 1953 wurde er gemeinsam mit seinem Vater Wirt des Bräurosl-Zeltes auf dem Oktoberfest. Nach dessen Tod 1971 übernahm er die alleinige Leitung des Zeltes und auch die Ausflugsgaststätte Heide-Volm in Planegg, wo er auch Ehrenbürger war.
Von 1984 bis 2001 war er Sprecher der Wiesnwirte. 2001 übergab er die Leitung der Bräurosl an seinen Sohn Georg.

## Ehrungen
- Bayerischer Verdienstorden
- Medaille „München leuchtet – Den Freunden Münchens“
- Ehrenbürger der Gemeinde Planegg
- Bürgermedaille der Gemeinde Planegg